# 四阶魔方

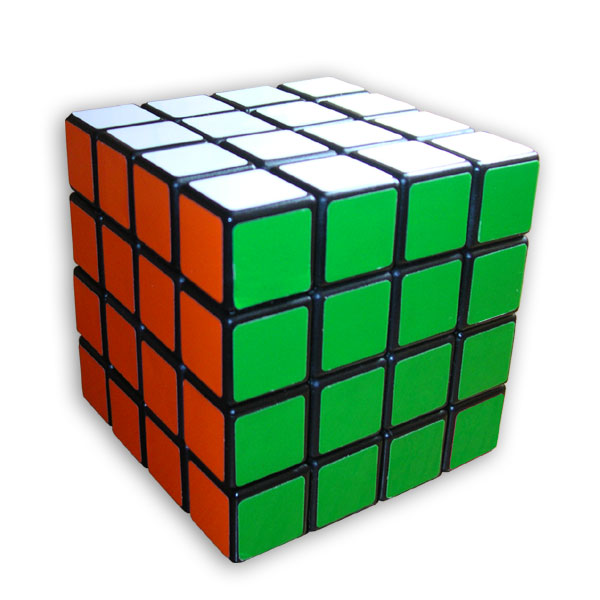
四阶魔方

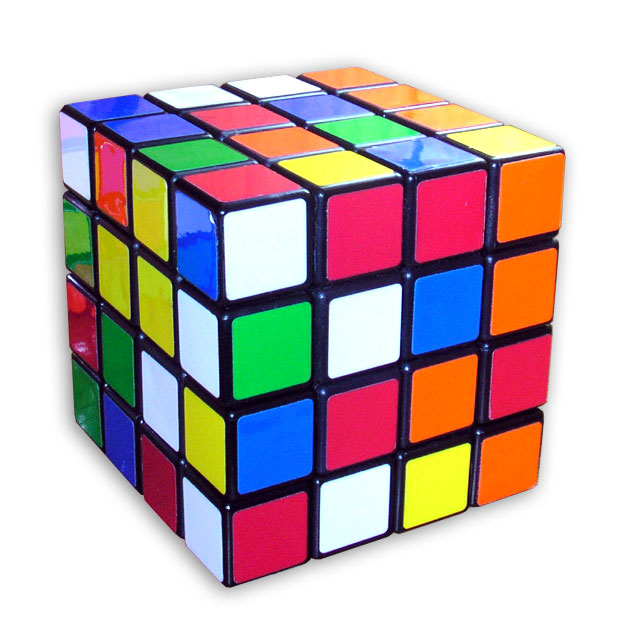
打乱的四阶魔方

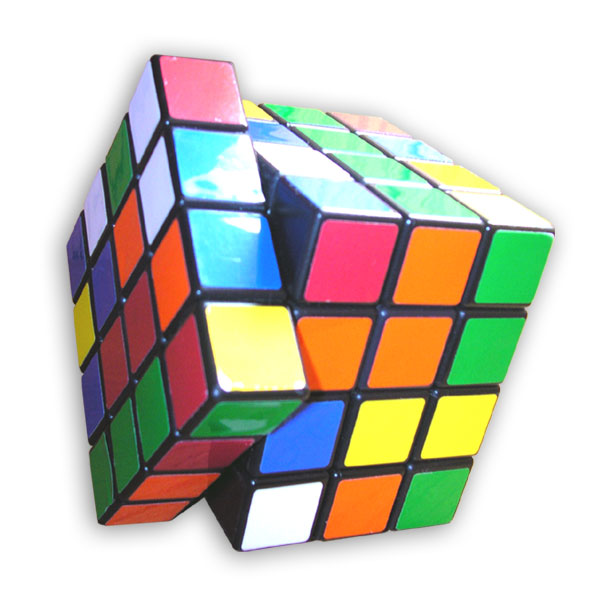
转动中的四阶魔方

四阶扭計骰（英語：Rubik's Revenge），为4×4×4的立方体结构。发明人为彼得·塞波斯坦尼（Peter Sebesteny），四阶魔方起初稱作為Sebesteny魔方，后来在生产前最终定名为“Rubik's Revenge”来吸引魔方爱好者，因为这个名字在英语中有復仇的意思。
和三阶魔方不同的是，四阶魔方没有每面不动的中心方块，所以四阶魔方的复原方法与众不同，要先复原中心块和成对的边块形成一个大号的三阶魔方，再用原来的方法复原。
一家名叫东贤（East Sheen）的公司发明了一种新的复原方法：使用三阶魔方的方法先复原边块和角块，再复原中心块

## 发展历史
1974年，魯比克教授發明了第一個魔方，即3×3×3立方体结构的“三阶魔方”（當時稱作Magic Cube），並在1975年獲得匈牙利專利號HU170062，但沒有申請國際專利。第一批三阶魔方於1977年在布達佩斯的玩具店販售。與Nichols的魔方不同，魯比克教授的零件是像卡榫一般互相咬合在一起，不容易因為外力而分開，而且可以以任何材質製作。
1979年九月，Ideal Toys公司將魔方帶至全世界，並於1980年一、二月在倫敦、巴黎和美國的國際玩具博覽會亮相。
展出之後，Ideal Toys公司將魔方的名稱改為Rubik's Cube，1980年五月，第一批魔方在匈牙利出口。
魔方廣為大眾喜愛是在1980年代。從1980年到1982年，總共售出了將近200萬個魔方。據估計，1980年代中期，全世界有五分之一的人在玩魔術方塊。
由於魔方的巨大商機，1983年魯比克教授和他的合夥人一同開發了二階和四階魔方。並於1986年製造了五階魔方。

## 变化数
四阶魔方总共有8个角块，24个边块和24个中心块。
其角块的变換状态和二阶魔方相同，所以总共有8!×37种变化状态。
每种颜色的四个中心块可以不区别位置，所以总共有24!/(4!6)种变化状态。
24个边块不能进行随意换位，而每一组颜色相同的两块边块是有区别的，因为边块关系到两个面的颜色。所以边块的变化总数总共有24!种。
由于在空间变幻中状态相同而颜色不同的状态会被重复计算，所以真正的状态数还应该除以24。
所以四阶魔方的总状态数为
{\displaystyle {\frac {8!\cdot 3^{7}\cdot 24!^{2}}{4!^{6}\cdot 24}}\approx 7.4\cdot 10^{45}}
即7,401,196,841,564,901,869,874,093,974,498,574,336,000,000,000种变化。

## 机械结构

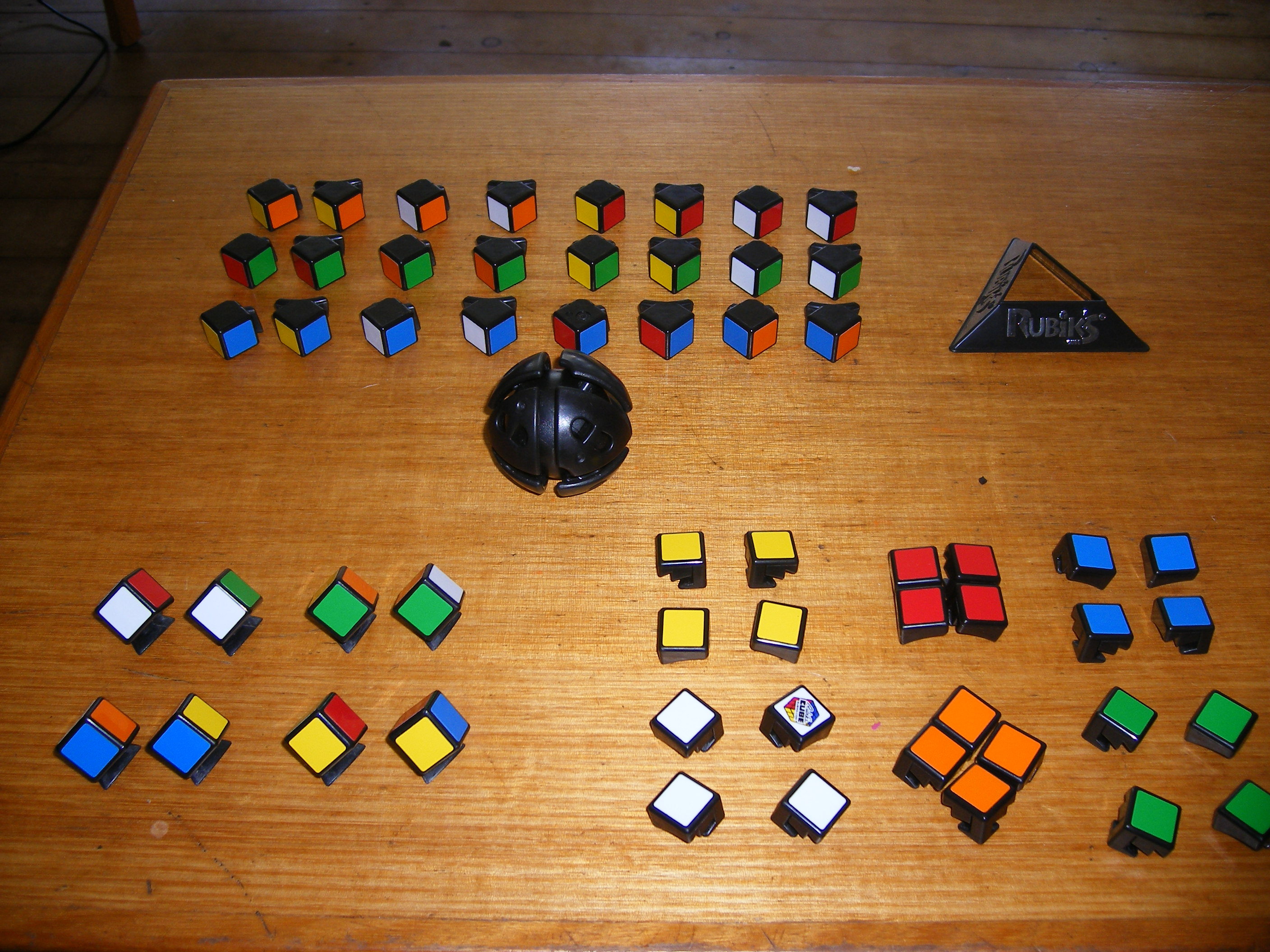
四階魔方的零件〈第一種〉

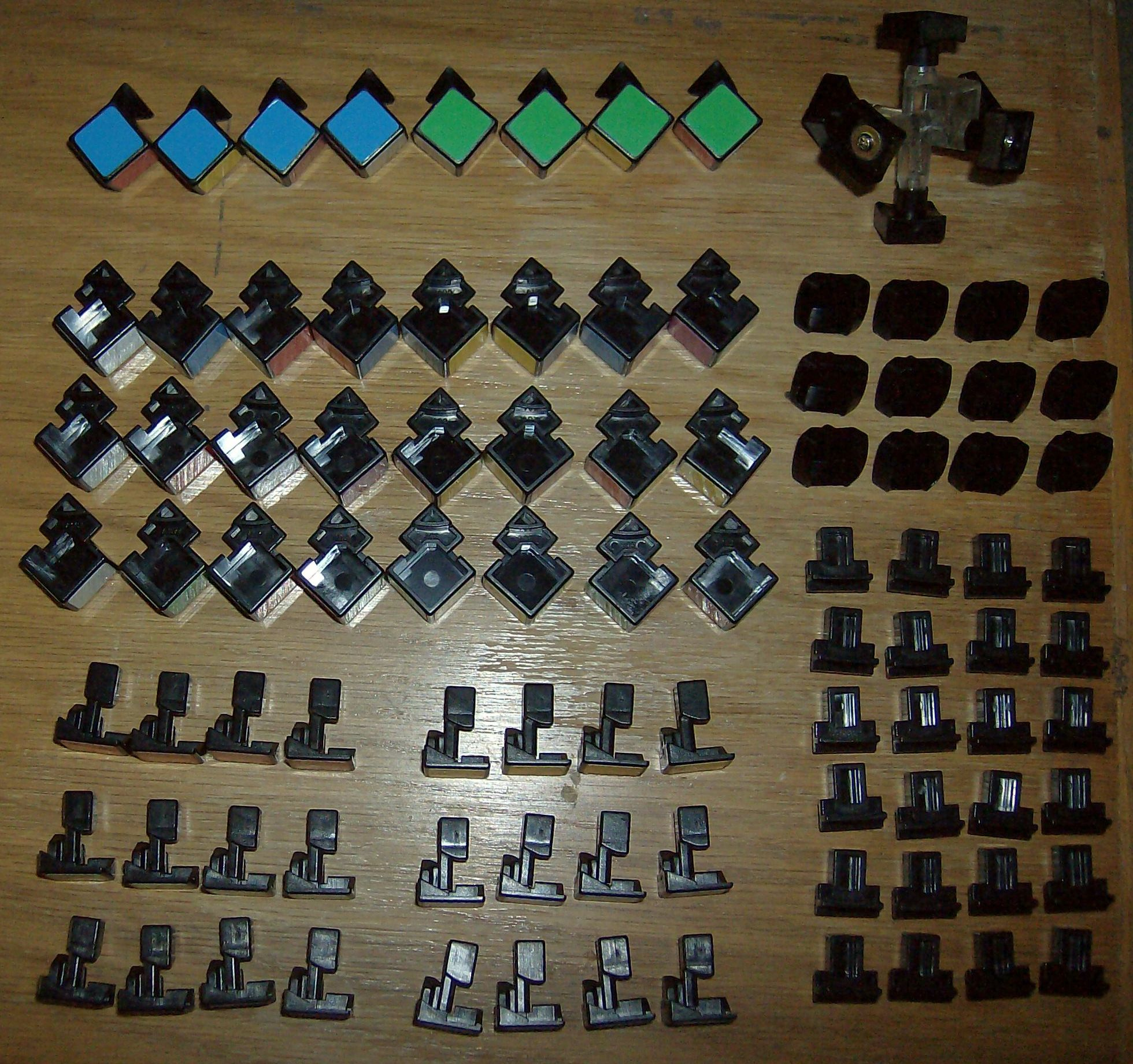
四階魔方的零件〈第二種〉

四階魔術方塊總共有8個角塊，24個邊塊和24個中心塊，它的構成分為兩類：
第一類中心是一個球體，每個週邊的小塊連接着中心球的滑軌，在運動時候會沿着用力方向在滑軌上滑動。
第二類是以軸為核心的四階魔術方塊，這類魔術方塊的構成非常複雜，除了中心球和週邊塊外還有很多附加件。
作為競速運動來說第二種構成的四階魔術方塊運動速度快，不易在高速轉動中卡住。

## 復原方法

### 术语
- U：上层
- MU：上数第3
- D：下层
- MD：下数第二层
- L：左侧层
- ML：左数第二层
- R：右侧层
- MR：右数第二层
- F：前层
- MF：前数第二层
- B：后层
- MB：后数第二层

### 降阶法
降阶法即是将四阶魔方“降阶”为三阶魔方，随后按三阶魔方进行还原。
| 第一阶段                                                                    | 第二阶段                                                                    | 第三阶段                                                          | 第四阶段 |
| --------------------------------------------------------------------------- | --------------------------------------------------------------------------- | ----------------------------------------------------------------- | --- |
|                                                                             |                                                                             |                                                                   | |
| 还原中心块。 将四阶魔方中央四个小中心块颜色对齐，将其当做三阶魔方的中心块。 | 合并棱边。 将四阶魔方每条棱边上的两个棱块颜色对齐，将其当做三阶魔方的棱块。 | 按三阶魔方还原。 此时，已完成“降阶”动作，随后按三阶魔方进行还原。 | 特殊情况校正。 因为四阶魔方的中心块位置不是相对固定的，所以“降阶”后的“三阶魔方”会出现两类“特殊情况”，需要进行校正，此后继续按三阶魔方还原。 |